# Gracilinanus emiliae
La marmosa grácil de Emilia (Gracilinanus emiliae) es una especie de marsupial didelfimorfo de la familia Didelphidae propia del norte de Brasil y localidades puntuales de Guayana Francesa, Surinam, Guyana, Venezuela y Colombia.